# Championnats d'Afrique de tennis de table 2021
Navigation
Championnats d'Afrique 2018 Championnats d'Afrique 2022
Les Championnats d'Afrique de tennis de table 2021 ont lieu du 1er septembre au 7 septembre 2021 au Palais polyvalent des sports de Yaoundé au Cameroun,,

## Médaillés
| Épreuves | Or                                                                            | Argent                                                                               | Bronze                                                                             |
| -------- | ----------------------------------------------------------------------------- | ------------------------------------------------------------------------------------ | ---------------------------------------------------------------------------------- |
| Hommes   |                                                                               |                                                                                      |                                                                                    |
| Simple   | Omar Assar                                                                    | Quadri Aruna                                                                         | Ibrahima Diaw                                                                      |
| Simple   | Omar Assar                                                                    | Quadri Aruna                                                                         | Ahmed Saleh (en)                                                                   |
| Double   | Quadri Aruna Bode Abiodun                                                     | Khalid Assar Ahmed Saleh (en)                                                        | Azeeze Solanke Samuel Boboye                                                       |
| Double   | Quadri Aruna Bode Abiodun                                                     | Khalid Assar Ahmed Saleh (en)                                                        | Sami Kherouf Mohamed Soufiene Boudjadja                                            |
| Équipe   | Égypte Khalid Assar Omar Assar Mohamed El-Beiali Shady Magdy Ahmed Saleh (en) | Nigeria Bode Abiodun Quadri Aruna Taiwo Mati Olajide Omotayo Azeez Solanke           | Algérie Mohamed Soufiene Boudjadja Larbi Bouriah Abdelbasset Chaichi Sami Kherouf  |
| Équipe   | Égypte Khalid Assar Omar Assar Mohamed El-Beiali Shady Magdy Ahmed Saleh (en) | Nigeria Bode Abiodun Quadri Aruna Taiwo Mati Olajide Omotayo Azeez Solanke           | Togo Komi-Mawussi Agbetoglo Soudes Alassani Kokou Dodji Fanny Fessou Lawson-Gaizer |
| Femmes   |                                                                               |                                                                                      |                                                                                    |
| Simple   | Mariam Alhodaby                                                               | Hana Goda                                                                            | Yousra Helmy                                                                       |
| Simple   | Mariam Alhodaby                                                               | Hana Goda                                                                            | Dina Meshref                                                                       |
| Double   | Yousra Helmy Farah Abdelaziz                                                  | Offiong Edem (en) Cecilia Akpan                                                      | Olufunke Oshonaike Fatimo Bello                                                    |
| Double   | Yousra Helmy Farah Abdelaziz                                                  | Offiong Edem (en) Cecilia Akpan                                                      | Mariam Alhodaby Marwa Alhodaby                                                     |
| Équipe   | Égypte Farah Abdel-Aziz Mariam Alhodaby Hana Goda Yousra Helmy Dina Meshref   | Nigeria Ajayi Bukola Akpan Cecilia Bello Fatimo Offiong Edem (en) Olufunke Oshonaike | Tunisie Fadwa Garci Abir Haj Salah Maram Zoghlami                                  |
| Équipe   | Égypte Farah Abdel-Aziz Mariam Alhodaby Hana Goda Yousra Helmy Dina Meshref   | Nigeria Ajayi Bukola Akpan Cecilia Bello Fatimo Offiong Edem (en) Olufunke Oshonaike | Maurice Ashfani Hosenally Oumehani Hosenally Nandeshwaree Jalim                    |
| Mixte    |                                                                               |                                                                                      |                                                                                    |
| Double   | Omar Assar Dina Meshref                                                       | Khalid Assar Yousra Helmy                                                            | Sami Kherouf Lynda Loghraibi                                                       |
| Double   | Omar Assar Dina Meshref                                                       | Khalid Assar Yousra Helmy                                                            | Ahmed Saleh (en) Hana Goda                                                         |